# ロバート・マックロスキー
ロバート・マックロスキー（John Robert McCloskey、1914年9月15日 - 2003年6月30日）は、アメリカの絵本作家、イラストレーター。『かもさんおとおり』などで知られる。
オハイオ州ハミルトン生まれ。1932年、ニューヨークのナショナル・アカデミー・オブ・デザインに学ぶ。1942年『かもさんおとおり』（Make Way for Ducklings）でコルデコット賞を受賞。日本では1965年に渡辺茂男が二つ目の翻訳をおこない、ロングセラーとなっている。57年『すばらしいとき』で二度目のコルデコット賞を受賞。妻は児童文学作家ルース・ソーヤーの娘。

## 邦訳

### 文と絵
- 『カモさんおとおり』磯貝瑶子訳　日米出版社　1950
  - 『かもさんおとおり』渡辺茂男訳　福音館書店　1965
- 『ゆかいなホーマーくん』（en:Homer Price） 石井桃子訳 岩波ものがたりの本（岩波書店） 1965
- 『沖釣り漁師のバート・ダウじいさん 昔話ふうの海の物語』Burt Dow, Deep Water-man 渡辺茂男訳　ほるぷ出版　1976　のち童話館出版
- 『サリーのこけももつみ』Blueberries for Sal 石井桃子訳　岩波書店　1976
- 『海べのあさ』One Morning in Maine 石井桃子訳　岩波書店　1978
- 『すばらしいとき』Time of Wonder 渡辺茂男訳　福音館書店　1978
- 『ハーモニカのめいじんレンティル』Lentil 間崎ルリ子訳　国土社　2000

### 挿絵
- ルース・ソーヤ『ころりんケーキほーい!』やまだじゅんいち訳　ポプラ社　1967
- アン・H.ホワイト『ジャンケットがんばる』松野正子訳 学習研究社　少年少女・新しい世界の文学　1969
- ルース・ソーヤー『ジョニーのかたやきパン』こみやゆう訳　岩波書店　2009
- クレール・H.ビショップ『あたまをなくしたおとこ』森内寿美子訳　瑞雲舎　2011